# Broddebo
Broddebo är en by utmed riksväg 35 i Gärdserums socken och Åtvidabergs kommun i Östergötlands län vid gränsen till Västerviks kommun och Kalmar län

## Dansbanan
Broddebo dansbana är tredje i ordningen och byggdes gemensamt av byborna år 1946 till en kostnad av cirka 5000 kronor. Idag är Broddebo dansbana ett k-märkt objekt som sköts och bevaras av den lokala dansbaneföreningen. Varje år anordnas traditionsenligt midsommarfirande vid dansbanan.